# Poręba-Żegoty (gromada)
Poręba-Żegoty (początkowo pisownia z łącznikiem, następnie bez: Poręba Żegoty) – dawna gromada, czyli najmniejsza jednostka podziału terytorialnego Polskiej Rzeczypospolitej Ludowej w latach 1954–1972.
Gromady, z gromadzkimi radami narodowymi (GRN) jako organami władzy najniższego stopnia na wsi, funkcjonowały od reformy reorganizującej administrację wiejską przeprowadzonej jesienią 1954 do momentu ich zniesienia z dniem 1 stycznia 1973, tym samym wypierając organizację gminną w latach 1954–1972.
Gromadę Poręba-Żegoty z siedzibą GRN w Porębie-Żegoty utworzono – jako jedną z 8759 gromad na obszarze Polski – w powiecie chrzanowskim w woj. krakowskim, na mocy uchwały nr 20/IV/54 WRN w Krakowie z dnia 6 października 1954. W skład jednostki weszły obszary dotychczasowych gromad Brodła i Poręba-Żegoty ze zniesionej gminy Alwernia w tymże powiecie. Dla gromady ustalono 27 członków gromadzkiej rady narodowej.
Gromadę Poręba Żegoty zniesiono 31 grudnia 1961, a jej obszar włączono do nowo utworzonej gromady Alwernia.